# Xhariep
Xhariep  (englisch Xhariep District Municipality) ist ein Distrikt in der südafrikanischen Provinz Freistaat. Der Verwaltungssitz befindet sich in Trompsburg. Bürgermeisterin ist Motseoa Julia Sehanka.
Der Distriktname ist das Griqua-Wort für den Gariep (Orange River).

## Gliederung
Die Distriktgemeinde wird von folgenden Lokalgemeinden gebildet:
- Letsemeng
- Mohokare
- Kopanong

Von 2011 bis 2016 war als vierte Lokalgemeinde Naledi mit Sitz in Dewetsdorp Teil des Distrikts und wurde dann der Metropolgemeinde Mangaung angegliedert.

## Demografie
Auf einer Fläche von 37.674 km² leben 146.259 Einwohner (Stand 2011).

## Nationalparks und Naturschutzgebiete
- Gariep Dam Nature Reserve
- Tussen-die-Riviere Nature Reserve
- Kalkfontein Nature Reserve

### Private Naturschutzgebiete
- Gemsbokpark Private Nature Reserve – Fauresmith (473 ha)
- Little Motopos Game Ranch – Edenburg (1000 ha)
- Nep Farm Nature Reserve – Fauresmith (700 ha)
- Sandymount Park – Fauresmith (4900 ha)
- Thanda Tula Reserve – Fauresmith (2792 ha)
- Veldkraal Game Reserve – Edenburg (1500 ha)